# Smile Again (小泉今日子の曲)
「Smile Again」（スマイル・アゲイン）は、小泉今日子の23作目のシングル。1987年7月1日にビクター音楽産業から発売された。

## 制作
楽曲のプロデュースおよび編曲は土屋昌巳が担当した。土屋は、当時ミュージシャンとして生意気の絶頂のような時期だったと振り返り、他人のプロデュースの依頼などはほとんど断っていたが、正直なところ小泉の大ファンであったため、断る理由はなかったと後日冗談交じりに語っている。さらに、共に演奏活動をすることが多かった佐久間正英やホッピー神山らが小泉の楽曲制作に携わっていたことも、依頼を受ける後押しになったという。
「Smile Again」はアルバム『Phantasien』と同時進行で制作が進められていたが、特にシングルカットすることを意識していた訳ではなく、シングル化に関してはディレクターである田村充義の意向が強く反映されたという。田村は「なんてったってアイドル」などに見られた奇抜なアイドル路線からの修正を図り、″コイズミ普通化作戦″ の一環としてこの曲をシングルに推した。
作詞の川村真澄によると、「Smile Again」というタイトルを決めたのはディレクターの田村であり、今でいう″アヒル口″を小泉にしてもらいたくて、″ルルルルー″ という部分を書いたのを覚えていると回顧している。
作曲を手掛けた井上ヨシマサは後日、「実のところメジャーコードの曲を書くのは苦手です」と明かしており、にも関わらずメーカーやプロデューサーからは、メジャーコードで明るい感じの曲を求められることが多かったと振り返っている。作曲の依頼を受けた際は、″明るい曲の根底にある切なさ″ みたいなものを表現する曲なら本気で書ける気がして、そこで出来上がったのがこの曲だったといい、「この時の経験は後にAKB48などに明るい曲を提供する際の原点になっているかもしれませんね。」と述べている。

## 音楽性
レコーディングは日本で進められた後に、ベルリンのハンザトン・スタジオで歌入れとミックスが行われた。
同曲を披露する際に、小泉は予め気鳴楽器であるオカリナを用意し、途中2・3番の間奏部分とアウトロ部分で自らオカリナを吹いて演奏した。
オカリナの旋律は、小泉と同じレコード会社・ビクター音楽産業の先輩だった桜田淳子の楽曲「十七の夏」のサビ部分が使用された。

## 再発盤
1991年11月には8cmCDがリリースされた（カップリングは「水のルージュ」）。

## 収録曲
全作詞: 川村真澄／作曲: 井上ヨシマサ／編曲: 土屋昌巳

### Smile Again
1. Smile Again
2. 天使になりたい

### 水のルージュ／Smile Again
1. 水のルージュ
2. Smile Again
3. 水のルージュ（カラオケ）
4. Smile Again（カラオケ）